# Prawa Widełka
Prawa Widełka (dawniej niem. Rechter Zweisel Graben) – potok w dorzeczu Odry będący jednym z dwóch cieków źródliskowych rzeki Morawki. Płynie w całości przez zalesione tereny w Górach Bialskich, w pobliżu Rezerwatu przyrody Nowa Morawa w Sudetach Wschodnich. Potok ten bywa czasem uważany za główny ciek Morawki.
Prawa Widełka bierze swój początek na zachodnich stokach Jawornika Granicznego na wysokości ok. 980 m n.p.m. Dolina potoku prowadzi początkowo dość łagodnie pomiędzy Jawornikiem Granicznym a Solcem wśród świerkowego lasu regla dolnego. Później dolina staje się głębsza i bardziej stroma. Potok łączy się z nadpływającą z prawej Lewą Widełką, tworząc przy tzw. "starej śluzie" rzekę Morawkę (śluza służyła dawniej do spławiania drewna).